# Ermesinde von Luxemburg
Ermesinde († 1141) war die ältere von zwei Töchtern des Grafen Konrad I. von Luxemburg und der Clementia von Poitou.

## Leben
Sie heiratete in erster Ehe Albert I. von Egisheim, 1089 Graf von Dagsburg, 1096 Graf von Moha, † 24. August 1098, aus dem Haus der Etichonen. Aus dieser Ehe hatte sie zwei Kinder:
- (Heinrich-)Hugo IX., 1103 Graf von Dagsburg, 1130/37 bezeugt; ⚭ Gertrud, wohl von Looz, um 1153 bezeugt
- Mechtild, † nach 1157; ⚭ Folmar V., Graf von Metz und Graf von Homburg, 1108 bezeugt, † 1145, begraben in der Abtei Beaupré

In zweiter Ehe heiratete sie um 1109 Gottfried I., Graf von Namur 1080, † 19. August 1139 (Haus Namur). Ihre Kinder mit Gottfried waren:
- Albert, † um 1127
- Heinrich der Blinde, † 14. August 1196, 1136 Graf von Luxemburg, folgt 1139 in Namur, Laroche, Durbuy und Longwy, Vogt von St. Maximin in Trier und von Echternach; ⚭ I 1152/59, geschieden 1163,  Lauretta von Flandern, † um 1175, Tochter von Dietrich von Elsass, Graf von Flandern, Witwe von Iwan, Graf von Aalst, geschieden von Heinrich II., Herzog von Limburg, Witwe von Rudolf I., Graf von Vermandois; ⚭ II 1168 Agnes von Geldern, Tochter von Heinrich, Graf von Geldern
- Clementia, † 28. Dezember 1158; ⚭ um 1130 Konrad, Herzog von Zähringen, † 1152 (Zähringer)
- Alice; ⚭ um 1130 Balduin IV., Graf von Hennegau, 1163 Graf von Namur, † 8. November 1171
- Beatrix, † 1160; ⚭ Gonthier, Graf von Rethel, † 1148

Durch den Tod ihres Neffen Konrad II. von Luxemburg 1136 wurde die Nachfolgefrage im Besitz der Familie, insbesondere der Grafschaft Luxemburg akut. In der Erbfolge standen nun die beiden noch lebenden Nachkommen Konrads I.: Luitgard (1120 † 1170), die Schwester Konrads II., verheiratet mit Heinrich II. Graf von Grandpré, und Ermesinde, die Tochter Konrads I., die in zweiter Ehe mit Graf Gottfried von Namur (1068 † 1139) verheiratet war.
König Konrad III. übertrug die Grafschaft nun Heinrich dem Blinden, dem ältesten Sohn des Gottfrieds und Ermesindes, wodurch er nicht nur die Ansprüche Liutgards überging (und damit verhinderte, dass die Grafschaft an die französischen Grafen von Grandpré fiel), sondern auch die von Ermesindes Sohn aus ihrer ersten Ehe, dem Grafen Hugo von Dagsburg.

## Weblink
- Materialsammlung

| Personendaten    | Personendaten                            |
| ---------------- | ---------------------------------------- |
| NAME             | Ermesinde                                |
| KURZBESCHREIBUNG | Tochter des Grafen Konrad I. (Luxemburg) |
| GEBURTSDATUM     | 11. Jahrhundert                          |
| STERBEDATUM      | 1141                                     |